# 封神演義 〜ナタクの大冒険〜
『封神演義 〜ナタクの大冒険〜』（ほうしんえんぎ ナタクのだいぼうけん、原題：哪吒伝奇）は、中国の神話長編小説の一つである許仲琳の『封神演義』の中の人気キャラクター「哪吒」を主人公とした中国でアニメ化された作品。2003年に中国中央電視台より放送された。全52話。
日本では2006年から2007年までに岐阜放送で『封神演義 〜ナタクの大冒険〜』のタイトルとして全26話に放送され、13枚組DVD-BOXも発売された。

## 登場人物
ナタク
声 - 郝幽玥／あらまり
小竜女（ショウリュウジョ）
声 - 陳紅／？？？
雷震子（ライシンシ）
声 - 李金燕／梅田未央
石美人（イジビジン）
声 - ？？？／さつきはつか
李靖（リセイ）
声 - 付紹業／福田純
紂王（チュウオウ）
声 - 劉清瑋／竹房敦司
申公豹（シンコウヒョウ）
声 - 高楓／？？？

## 日本語版スタッフ
- 監督：塚本吉彦
- プロデューサー：藤浦民雄、川崎健司
- 翻訳：曾智強
- 脚色：公文一人
- 日本語版製作：ツカモトデジタル
- 声の出演（日本語吹替版）：あらまり、竹房敦司、さつきはつか、竹織ちさと、岸辺あや

## 各話リスト
- 第1話 - ナタクの誕生
- 第2話 - 不思議なナタク
- 第3話 - 石美人の復活
- 第4話 - 乾坤弓を射る者
- 第5話 - 授かりし宝物
- 第6話 - 捨てられた混天綾
- 第7話 - 大海の秘密
- 第8話 - 石美人の陰謀
- 第9話 - 押しつけられた罪
- 第10話 - 海中の戦い
- 第11話 - 災いが災いを呼ぶ
- 第12話 - 陳塘関水没
- 第13話 - ナタクの死
- 第14話 - 石美人の力
- 第15話 - 古髏山（コロウサン）の戦い
- 第16話 - 玲瓏宝塔（レイロウホウトウ）
- 第17話 - 仙人の島と鹿台
- 第18話 - 西岐からきた客
- 第19話 - 鳳凰の助け
- 第20話 - 沈まない太陽
- 第21話 - 巨人の戦い
- 第22話 - 地下の河の牢獄
- 第23話 - 石美人の計略
- 第24話 - 申公豹の罠
- 第25話 - 親子の情
- 第26話 - 石美人との対決